# دار بعشتار
دار بشتار  هي قرية لبنانية من قرى قضاء الكورة في محافظة الشمال. تبعد عن بيروت مسافة 85 كلم وترتفع عن سطح البحر مسافة 380 م.